# Johan Taeldeman
Johan André Magdalena Taeldeman (Maldegem, 23 december 1943 – Balegem, 31 oktober 2017) was een Belgische taalkundige. Hij publiceerde veel over de Nederlandse fonologie en de Vlaamse dialecten.
Taeldeman studeerde aan de Universiteit van Gent Germaanse filologie tot 1966. In 1976 werd hij er doctor in de letteren en de wijsbegeerte. Hij bleef lesgeven aan de UGent, waar hij Nederlandse taalkunde gaf. In 1995 werd hij lid van de Koninklijke Academie voor Nederlandse Taal- en Letterkunde (KANTL) in Gent. Van 1996 tot 1999 was hij voorzitter van de Koninklijke Zuid-Nederlandse Maatschappij voor Taal- en Letterkunde en Geschiedenis. In 2001 werd hij doctor honoris causa aan de Université de Liège. Aan de UGent ging hij op 1 oktober 2004 met emeritaat. Als waardering voor zijn werk brachten tientallen bevriende taalkundigen het boek Schatbewaarder van de taal: Johan Taeldeman uit. Hij was ondervoorzitter van de KANTL in 2006 en voorzitter in 2007. Naast talloze wetenschappelijk artikelen, schreef hij ook verschillende tijdschriftartikelen en boeken over fonologie en dialecten.
Taeldeman gaf ook meermaals kritiek op de achteruitgang van het taalgebruik op televisie in Vlaanderen. In 2007 verzette hij zich in een opiniestuk "Het Vlaamse taallandschap verschraalt" in De Standaard tegen de oprukkende tussentaal en pleitte hij voor een Vlaamse standaardtaal.